# Шарль де Ланнуа
Шарль де Ланнуа (пр. 1487 — 23 вересня 1527) військовий і державний діяч з Габсбурзьких Нідерландів на службі у імператорів Карла V Габсбурга та Максиміліана І.

## Родина
Він був з знатної родини де Ланнуа. Шарль де Ланнуа народився молодшим сином Жана IV де Ланнуа, лорда Міноволя, самого племінника Жана III де Ланнуа. Його матір'ю була Філіпотта де Лалаінг. У 1509 році він одружився з Франсуазою де Монбель. У 1526 році він став першим графом Ланнуа і мера Майордомо при імператорі. Його наступником став його син Філіп де Ланнуа, 2-й принц Сульмони.

## Кар'єра
Він вступив на службу до імператора Максиміліана I і отримав відзнаку за хоробрість. Був членом ради Карла Бургундського; згодом імператор Карл V та його мер Кабальєрісо в 1515 році. У 1516 році він був став лицарем ордена Золотого руна. У 1521 році він став губернатором Турне. Перебував на посаді віце-короля Неаполя з 1522 по 1523 рік. В кінці 1523 стає начальником імперської армії в Італії. Його основний досвід у війні тієї епохи складався переважно з Італійської війни 1521 року та війни Коньячної ліги. Він командував битвою при Сесії (1524), облогою Марселя (1524) і Павії (1525).
Помер від раптової хвороби в Неаполі 23 вересня 1527 року.